# Karen Dahlerup
Karen Dahlerup Andersen, född 17 januari 1920 i Brønderslev, död 10 juni 2018, var en dansk socialdemokratisk politiker.
Karen Dahlerups föräldrar var snickaren Chresten Christensen (1893-1961) och Amalie Christensen (1894-1972). Efter mellanskoleexamen arbetade hon som apotekstekniker (1937-1943) och blev gift med Henry Dahlerup Andersen 1942. Efter att ha fött sitt första barn 1943 hade hon flera olika jobb, bl.a. på fabrik och som telefonist. Hon var därefter kontorschef på kyrkogårdsförvaltningen i Glostrup (1959-1963). Därefter började hennes politiska karriär, då hon ersatte Grete Hækkerup som Socialdemokratiets sekreterare för kvinnofrågor (1963-1970). I samma period var hon även ledamot i partiets verkställande utskott, i partistyrelsen, styrelseledamot i Arbejdernes Oplysningsforbund (1964-1970) samt redaktör av tidningen Frie Kvinder (1966-1970). Hon var initiativtagare till en utredning inom partiet om kvinnofrågorna, vilket gjorde att statsminister Jens Otto Krag tillsatte en liknande, nationell, utredning 1965. Hon hade då ansvar för utredningens familjepolitiska frågor (1967-1974).
Dahlerup tilldelades ett mandat i Folketinget 1970, men förlorade det i valet året därpå. Hon återkom i perioder som suppleant 1973 och var konsult på det danska arbetsmarknadsverket (1973-1982). Hon blev återvald i Folketinget 1977 var bl.a. ledamot i finansutskottet (1979-1981) och i Nordiska rådet (1980-1982) samt europaparlamentariker (1977-1980). Hon engagerade sig i frågor som rörde lika lön och föräldraledighet samt även i jämställdhetsfrågor som berörde män. Hon ansåg bl.a. att ogifta fäder skulle ges samma föräldramyndighet som modern. Hon utsågs till ordförande av jämställdhetsrådet (da: Ligestillingsrådet) av statsminister Anker Jørgensen 1975, ett uppdrag hon hade till 1982. Hon har därefter varit ledamot i Radiorådet (1982) och ledamot i Løkken-Vrås kommunfullmäktige, bl.a. som vice borgmästare (1986-1989).
Dahlerup hade flera internationella uppdrag, däribland som ledamot i Nordiska ministerrådets jämställdhetsutskott (1975-1982), ledamot i den danska delegationen i FN:s kvinnokonferens (1975 & 1980) och ledamot i FN:s kvinnokommission (1976-1980). Hon hade även uppdrag för OECD och Europarådet.